# Тоцука, Ёдзи
Ёдзи Тоцука (яп. 戸塚 洋二 Totsuka Yōji, 6 марта 1942 — 10 июля 2008) — японский физик, профессор Токийского университета.
Докторскую диссертацию Тоцука готовил под руководством нобелевского лауреата Масатоси Косиба, который сказал, что если бы Тоцука прожил ещё 18 месяцев, он бы тоже получил Нобелевскую премию.

## Ранние годы
Тоцука родился 6 марта 1942 года в Фудзи, префектура Сидзуока. Учился в Токийском университете, степень бакалавра получил в 1965, магистра — в 1967, доктора — в 1972.

## Карьера
Тоцука получил должность научного сотрудника Токийского университета в 1972 году, затем 7 лет провёл в Германии, где изучал электрон-позитронные столкновения на коллайдере DORIS в научном центре DESY. С 1979 по 1987 год работал адъюнкт-профессором, затем получил должность полного профессора в Токийском университете. В 1995 году он занял пост директора обсерватории Камиока, входящей в Институт исследования космических лучей, затем в 1997 стал директором этого института. В 2003 году он был назначен генеральным директором KEK.

## Исследования

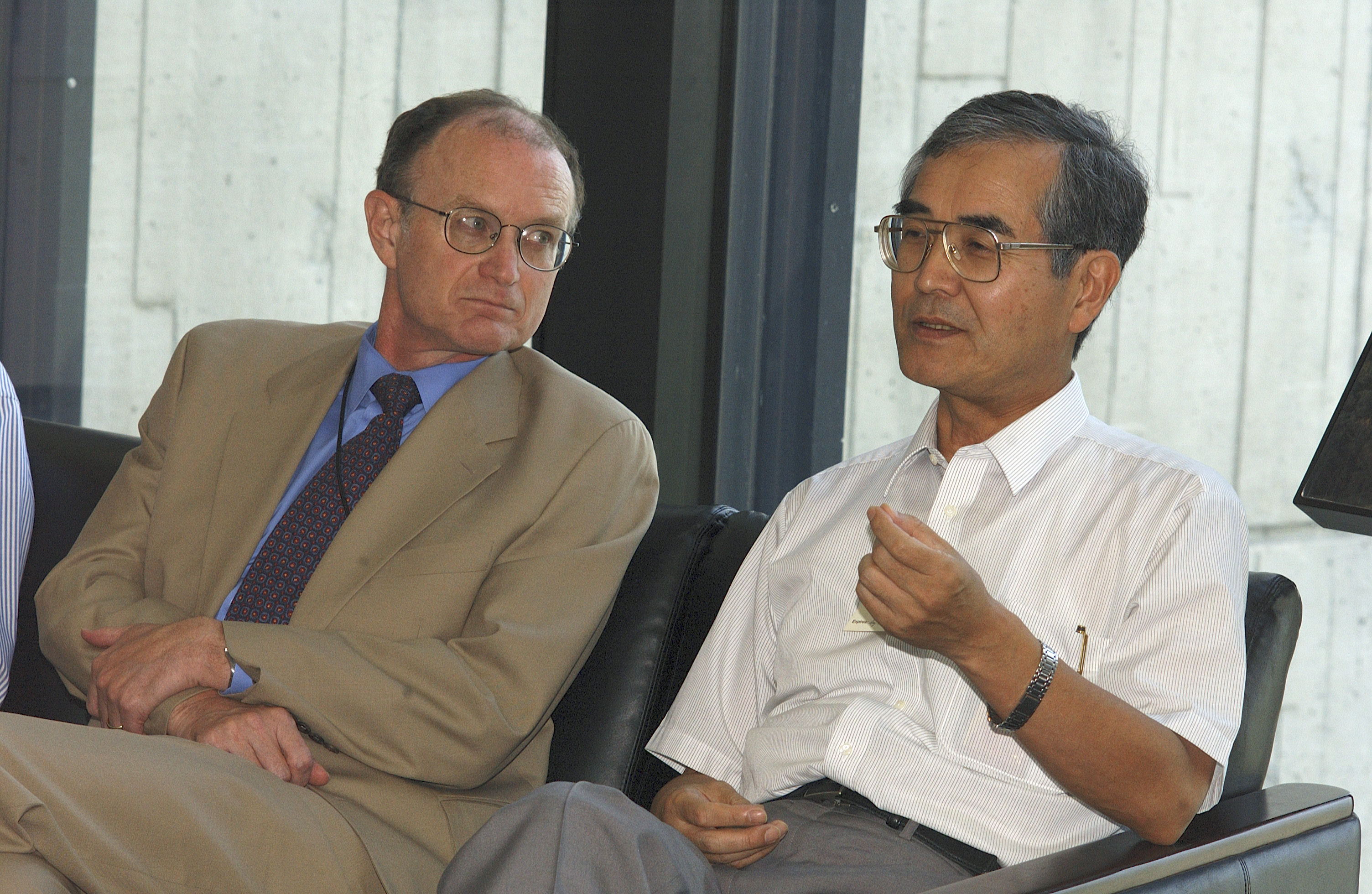
С Майклом Визереллом (15 августа 2003 года)

После работы на DESY Тоцука занялся физикой нейтрино и принял участие в эксперименте Камиоканде, где его коллегой стал Масатоси Косиба. Эксперимента был посвящён обнаружению протонного распада, но в итоге стал первым и единственным случаем измерения на Земле потока нейтрино от космического источника, выполненного в паре с американским детектором Irvine–Michigan–Brookhaven (IMB).
Успех эксперимента Камиоканде под руководством Тоцуки позволил получить в 1991 году финансирование ещё более грандиозного водного черенковского детектора, ставшего известным как Super-Kamiokande. Этот детектор функционирует с 1996 года, с его помощью удалось впервые провести измерение нейтринных осцилляций. Детектор, совместно с SNO, подтвердил решение проблемы солнечного нейтрино.
Измерение нейтринных осцилляций с высокой точностью стало важным достижением в физике частиц. Осцилляции, и, как следствие, наличие у нейтрино массы, не были предсказаны Стандартной моделью. Эксперимент Тоцуки предоставил неоспоримое доказательство, что физика частиц ещё не до конца изучена.

## Личная жизнь
В конце жизни Тоцука отошёл от физики и сконцентрировал внимание на общении с японской публикой. Он вёл собственный блог, The Fourth Three-Months, в котором обсуждал своё онкологическое заболевание.

## Награды и премии
- Премия Асахи (1987, в составе коллектива эксперимента Камиоканде)
- Мемориальная премия Нисины[яп.] (1988)
- Премия Бруно Росси (1989)
- Inoue Prize for Science (1990)
- Специальный приз ЕФО (1995)
- Премия Асахи (1998, в составе коллектива эксперимента Супер-Камиоканде)
- Премия Фудзивары[яп.] (2002)
- Премия имени Бруно Понтекорво (2003)
- Орден Культуры (2004)
- Медаль Бенджамина Франклина по физике (2007)